# Coupe d'Allemagne de football 2000-2001
Navigation
Édition précédente Édition suivante
La coupe d'Allemagne de football 2000-2001 est la cinquante huitième édition de l'histoire de la compétition. La finale a lieu à l'Olympiastadion de Berlin.
Le FC Schalke 04 remporte le trophée pour la troisième fois de son histoire. Il bat en finale le 1.FC Union Berlin sur le score de 2 buts à 0.

## Premier tour
| Club recevant          | Score             | Club visiteur            |
| ---------------------- | ----------------- | ------------------------ |
| Rot-Weiß Erfurt        | 0 - 2             | SSV Ulm 1846             |
| VfL Osnabrück          | 0 - 1             | Hanovre 96               |
| SC Halberg Brebach     | 0 - 5             | 1. FC Nuremberg          |
| Bayer Leverkusen       | 1 - 2             | FC St. Pauli             |
| Karlsruher SC          | 2 - 1             | Chemnitzer FC            |
| Kickers Emden          | 0 - 1             | 1. FSV Mayence 05        |
| Tennis Borussia Berlin | 1 - 3             | Arminia Bielefeld        |
| TuS Dassendorf         | 0 - 5             | SpVgg Unterhaching       |
| SSV Reutlingen         | 2 - 3ap           | Hertha BSC               |
| Karlsruher SC          | 0 - 2             | Aix-la-Chapelle          |
| SV Babelsberg 03       | 1 - 6             | VfL Bochum               |
| Werder Brême (2)       | 0 - 1             | VfL Wolfsbourg           |
| Wuppertaler SV         | 1 - 3             | VfB Stuttgart            |
| FC Schönberg 95        | 0 - 4             | Bayern Munich            |
| Tennis Borussia Berlin | 0 - 2             | Werder Brême             |
| FC Ismaning            | 0 - 4             | Borussia Dortmund        |
| VfB Stuttgart          | 6 - 1             | Eintracht Francfort      |
| 1. FC Saarbrücken      | 0 - 1             | SpVgg Greuther Fürth     |
| LR Ahlen               | 1 - 2             | Borussia Mönchengladbach |
| 1. FC Union Berlin     | 2 - 0             | Rot-Weiß Oberhausen      |
| FC Teningen            | 0 - 3             | MSV Duisbourg            |
| SV Wehen Taunusstein   | 2 - 1             | Stuttgarter Kickers      |
| TSV 1896 Rain          | 0 - 7             | FC Schalke 04            |
| 1. FC Magdeburg        | 5 - 2             | 1. FC Cologne            |
| VfB Lübeck             | 2 - 2 ap(3-2 tab) | SV Waldhof Mannheim      |
| VfL Hamm/Sieg          | 0 - 6             | Energie Cottbus          |
| SC Paderborn 07        | 1 - 2             | Hansa Rostock            |
| SC Pfullendorf         | 1 - 3             | SC Fribourg              |
| Erzgebirge Aue         | 0 - 3             | Hambourg SV              |
| TSG Pfeddersheim       | 0 - 7             | TSV 1860 Munich          |
| Fortuna Cologne        | 0 - 4             | Bayer Leverkusen         |
| Kickers Offenbach      | 0 - 4             | 1. FC Kaiserslautern     |

## Deuxième tour
| Date           | Club recevant             | Score              | Club visiteur        |
| -------------- | ------------------------- | ------------------ | -------------------- |
| 31 - 10 - 2000 | SC Fribourg               | 1 - 0              | Werder Brême         |
| 31 - 10 - 2000 | Arminia Bielefeld         | 0 - 4              | VfL Bochum           |
| 31 - 10 - 2000 | Alemannia Aix-la-Chapelle | 1 - 2              | Bayer Leverkusen     |
| 31 - 10 - 2000 | SV Wehen Taunusstein      | 0 - 1 ap           | Borussia Dortmund    |
| 31 - 10 - 2000 | Karlsruher SC             | 1 - 0              | Hambourg SV          |
| 31 - 10 - 2000 | 1. FC Nuremberg           | 4 - 0              | 1. FSV Mayence 05    |
| 01 - 11 - 2000 | 1. FC Union Berlin        | 1 - 0              | SpVgg Greuther Fürth |
| 01 - 11 - 2000 | VfB Stuttgart             | 0 - 3              | VfB Stuttgart        |
| 01 - 11 - 2000 | Hanovre 96                | 2 - 1              | Hansa Rostock        |
| 01 - 11 - 2000 | Borussia Mönchengladbach  | 5 - 1              | 1. FC Kaiserslautern |
| 01 - 11 - 2000 | SSV Ulm 1846              | 2 - 0              | Energie Cottbus      |
| 01 - 11 - 2000 | VfB Lübeck                | 1 - 1 ap(3-5 tab)  | MSV Duisbourg        |
| 01 - 11 - 2000 | SpVgg Unterhaching        | 1 - 2ap            | TSV 1860 Munich      |
| 01 - 11 - 2000 | VfL Wolfsburg             | 3 - 1              | Hertha BSC Berlin    |
| 01 - 11 - 2000 | FC St. Pauli              | 1 - 3              | FC Schalke 04        |
| 01 - 11 - 2000 | 1. FC Magdeburg           | 1 - 1 ap (4-2 tab) | Bayern Munich        |

## Huitièmes de finale
| Date       | Club recevant            | Score              | Club visiteur     |
| ---------- | ------------------------ | ------------------ | ----------------- |
| 28/11/2000 | 1. FC Union Berlin       | 4- 2               | SSV Ulm 1846      |
| 28/11/2000 | VfL Wolfsbourg           | 1 - 1 ap (3-4 tab) | MSV Duisbourg     |
| 28/11/2000 | 1. FC Magdebourg         | 5 - 3 ap           | Karlsruher SC     |
| 29/11/2000 | SC Fribourg              | 3 - 2              | Bayer Leverkusen  |
| 29/11/2000 | TSV 1860 Munich          | 0 - 5              | VfL Bochum        |
| 29/11/2000 | VfB Stuttgart            | 2 - 1              | Hanovre 96        |
| 29/11/2000 | Borussia Mönchengladbach | 1 - 0              | 1. FC Nuremberg   |
| 29/11/2000 | FC Schalke 04            | 2 - 1              | Borussia Dortmund |

## Quarts de finale
| Date       | Club recevant      | Score    | Club visiteur            |
| ---------- | ------------------ | -------- | ------------------------ |
| 20/12/2000 | VfB Stuttgart      | 2 - 1 ap | SC Fribourg              |
| 20/12/2000 | 1. FC Union Berlin | 1 - 0    | VfL Bochum               |
| 20/12/2000 | MSV Duisbourg      | 0 - 1    | Borussia Mönchengladbach |
| 20/12/2000 | 1. FC Magdebourg   | 0 - 1    | FC Schalke 04            |

## Demi-finales
| Date       | Club recevant      | Score             | Club visiteur            |
| ---------- | ------------------ | ----------------- | ------------------------ |
| 06/02/2001 | 1. FC Union Berlin | 2- 2 ap (4-2 tab) | Borussia Mönchengladbach |
| 07/02/2001 | VfB Stuttgart      | 0 - 3             | FC Schalke 04            |

## Finale[6]
| Entraîneur : |
| Huub Stevens |

| Entraîneur :   |
| Georgi Wasilew |

| Entraîneur : |
| Huub Stevens |

| Entraîneur :   |
| Georgi Wasilew |